# Eupithecia hastaria
Eupithecia hastaria es una especie de polilla de la familia Geometridae. La especie fue descrita por primera vez por William Warren habiendo sido descrita en 1906, con distribución en Argentina y Brasil. Cuenta con dos subespecies, Eupithecia hastaria hastaria y Eupithecia hastaria tango Kocak, 2004.

## Descripción
E. hastaria es una polilla pequeña con una envergadura de 21 milímetros (0,8 plg). El ala anterior es de color leonado salpicado de gris en la zona central, incluyendo las bandas normalmente pálidas a cada lado del ala. El extremo distal de la base es también de color leonado. La mitad exterior de la zona basal del ala, que está angulada a nivel de la celda de la vena R5,: Notas 1  y toda la zona marginal son grises. En la zona marginal gris hay una línea submarginal pálida y ondulada. La mancha celular es grande y negra con rayas marginales negras entre las venas.
Por su parte, las alas posteriores son gris pálido opaco, más oscuras a lo largo del margen interno y del margen posterior, con una línea submarginal dentada antes del margen posterior. La parte inferior del ala anterior es color cinereus pálido, la mancha celular negra. La parte inferior del ala posterior es gris pálido, con tres líneas grises, la mancha celular en la del medio.